# 锡伯族
錫伯族（转写：sibe）是55个中国少数民族之一，主要分布在辽宁省和新疆维吾尔自治区。人口约19万人（2021年）。其中黑龙江省的锡伯族人口6259人，约占全国锡伯族人口的3.26%，全省总人口的0.02%。

## 名称
“锡伯族”的“锡伯”源于该民族的自称，汉语史称“席伯”“西伯”“席北”等。

## 历史

### 族源
关于锡伯族的族源，主要有两种说法。一种为鲜卑后裔说，认为（锡伯）是“鲜卑”的转音，锡伯族由鲜卑人留在北方没有南下、没有与汉族融合的一支发展而来，是“黃頭室韋”的一支后裔。另一种为建州女眞同源说，认为锡伯族和满族同源，都是女真人的后裔。还有人认为，锡伯族不与满族同宗、也不属于东胡，而与鄂伦春族同祖。
鲜卑后裔说为锡伯族内部大多数人所认可，:10近年还得到了分子人类学的DNA证据支持。

### 古锡伯国
据史料记载，锡伯国原是金朝所封之国，都城在锡都，即喜都，又称苏完城、苏完颜城，今吉林省长春市双阳区。元末没落，于明朝第二次称国号，最终于明末衰退。
“从金天辅六年（1122年）至明万历十六年（1588年），双阳锡伯国共存在466年。金代的锡伯国是由锡伯人、四部中的小黄头女真部被金廷迁入双阳后创建而形成的。“锡伯部强盛时，永吉、磐石、桦甸、伊通以及长春、吉林两市的边缘地带，皆为其领地。”所谓海西四部，即扈伦四部（叶赫、辉发、哈达、乌拉），就是锡伯国（扈伦国）。

### 隶属科尔沁
明朝时，锡伯族居于以伯都讷（今吉林省松原市宁江区）为中心的嫩江下游、松花江中上游、洮儿河流域地区。嘉靖中期，被南下的蒙古科尔沁部收服。万历二十一年（1593年），锡伯部作为九部之一，参加古勒山之战，最终被努尔哈赤击败。锡伯部小部分战后即归顺建州女真，大部分仍居原处，后随科尔沁部归附后金。:22、23

### 清廷赎买
清初，东北地区的兵丁多调入关内，关外兵源不足。同时，锡伯人常常劫掠过往军民，且属科尔沁部，黑龙江将军无法直接管辖，必须通过理藩院处理。为了加强东北防务，并取得对锡伯人的直接控制，康熙三十一年（1692年），清廷自科尔沁蒙古“赎买”走了全部锡伯、卦尔察和达斡尔部，并编入上三旗，派驻齐齐哈尔、伯都讷和吉林乌拉。:23

### 南迁
为了加强盛京（今沈阳）及其周边的防卫，同时加强对锡伯人的有效管理，康熙三十八年（1699年），清政府命令锡伯兵丁及家属分批南迁。三年内，吉林乌拉的20个牛录迁至京师地区，齐齐哈尔和伯都讷的54个牛录迁至盛京地区。74个牛录约6.5万人。这次大规模迁徙是今锡伯族主体居于辽宁省的由来。:24、25

### 西迁
乾隆二十九年（1764年），清廷抽调部分锡伯兵丁戍边伊犁地区。此举的目的一在增强边防军力，二在利用不同民族相互牵制，便于管控。锡伯族1020名官兵及3275名眷属，于当年四月初十和十九分两批出发，历时一年零三个月，抵达伊犁地区。加上途中出生的幼童和追随而来的亲眷，实际到达伊犁的有5050名锡伯人。伊犁将军按照八旗建制，将锡伯人分为6个牛录（后增为8个），组成锡伯营，作为集军政、生产、宗族等不同功能于一体的组织。这次西迁导致了现今锡伯族人遥相分布于东北、新疆两地的格局，也使得新疆锡伯族人长期处于聚居环境中，民族的语言、信仰、风俗得以较好地保存。:26-29

### 大清灭亡后
大清灭亡后锡伯营在较长的时期内保持了传统的生活方式。中华民国时期，和新疆的其他民族一样，有一些锡伯人在苏联（主要是阿拉木图）留学。三区革命中锡伯人也是其中的一股力量。1950年代解放军进驻新疆以后锡伯人和其他民族一样成为了中华人民共和国的少数民族之一。:21-23

## 人口
根据中华人民共和国第六次全国人口普查（2010年），全国共有锡伯族190,481人：
- 辽宁省132,431人（69.5%），新疆维吾尔自治区34,399人（18.1%）。锡伯族人口超过1000人的省份还有黑龙江省、吉林省、内蒙古自治区、北京市。以上六省区合计183,120人（96.1%）。20世纪80年代后，全国（主要是东北三省）锡伯族人口出现了猛增的趋势，其主要原因是过去报为满族和汉族的原锡伯族家庭都陆续更正为锡伯族。[17]
  - 锡伯族是唯一60%以上人口居于辽宁省的民族。
  - 锡伯族在全国占总人口的0.0143%（第31）。在辽宁占总人口的0.30%（第6）。在新疆占总人口的0.16%（第9）。
- 男性99,571人，女性90,910人，性别比1.10。
- 74997人（39.4%）居住于城市，25,881人（13.6%）居住于镇，89,603人（47.0%）居住于乡村。

### 聚居区域
锡伯族建立的民族自治地方有一处：新疆伊犁州察布查尔锡伯自治县，锡伯族的大多数居住于此。察布查尔县内的锡伯人仍在8个牛录聚居，自东向西为二牛录、八牛录、七牛录、六牛录、五牛录、四牛录、三牛录、一牛录。:17
此外另有2个锡伯民族乡：三骏满族蒙古族锡伯族乡（吉林省扶余市）、伊车嘎善锡伯族乡（新疆伊犁州霍城县）。沈阳市沈北新区原有两个锡伯族乡（黄家锡伯族乡、石佛寺朝鲜族锡伯族乡）和一个锡伯族镇（兴隆台锡伯族镇），现都已改为街道。

### 其他
台灣居住著唯一錫伯族人孔果洛廣定遠，1949年遷到台灣，為台灣滿語口說最後一人。

## 文化

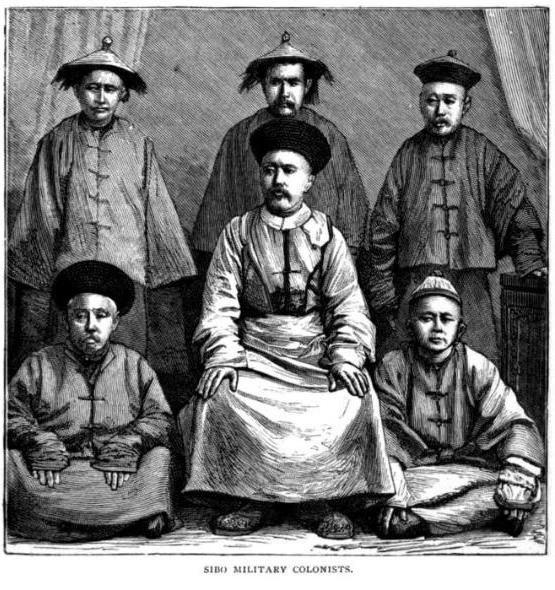
清朝的新疆锡伯族军事移民
英国探险家亨利·兰斯德尔绘于1882年

### 语言文字

#### 语言
由于对锡伯族的族源有不同意见，学者对锡伯族早期使用的语言有不同的看法。支持鲜卑后裔说的学者认为，锡伯族最初使用鲜卑语，后来可能使用过契丹语和女真语。:228、229
锡伯语属满-通古斯语系南通古斯语族满语支，使用人口约3.6万（2000年），主要分布于新疆伊犁州察布查尔、霍城、巩留、塔城等县，以及乌鲁木齐市和伊宁市。锡伯族中约有16%使用锡伯语；东北锡伯族已经完全改用了当地汉语。:67
锡伯语有25个元音，29个辅音及颚化辅音和唇化辅音，有规则复杂的元音和谐；有數、格、人称、体貌、语态、语气等语法范畴；主要通过词根后接附加成分来构词；主语前于谓语，修饰成分前于中心成分。

#### 文字
锡伯族有自己的语言，属满-通古斯语系，使用者主要分布在新疆察布查尔锡伯族自治县、霍城、塔城、巩留、伊宁，乌鲁木齐等地。
1764年，一部分锡伯族军民迁到新疆伊犁，使锡伯语口语得到新的发展，并一直延续到现在。元音有26个，分为单元音和复合元音，单元音有：j、ε、a、y、oe、u、o，复合元音有：i、ai、ui、oi、u、au、ou、ia、iu、io、y、ya、ua、uo。辅音有44个。锡伯语有自己的特点，即元音不分长短，复合元音较多，有元音和谐现象，但不严整，体词有数、格的范畴，名词有第三人称的反身领属附加成分，动词有态、体、式的范畴，虚词比较丰富。当今的锡伯语言文字乃满语满文的继续。
1947年，锡伯族的知识分子改革了原来使用的满文，废除第六元音V，增加了wi,wo,wu，主要用于拼写来自俄国的外来语。
锡伯文共有40个字母：6个元音字母、24个辅音字母、10个拼写外来词的字母。字母的基本笔画有字头、字牙、字圈、字点、字尾，以及各种方向不同的撇和连接字母的竖线。书写顺序为从上到下，行款为从左至右，使用一般文字通用的标点符号。
居住在伊犁河谷的锡伯人处于多民族语言包围的环境中，为了生存他们不得不学习其他民族的语言，包括学习俄语。锡伯族一般都会讲汉语、俄语、维语。因此，伊犁的锡伯族被誉为“天才翻译”。
《察布查尔报》是中国目前惟一出版的锡伯文报纸。

### 节庆
春节是锡伯族最重要的节日，“过年”活动从腊八开始，直到来年二月二，中间要经历腊月二十三小年、腊月三十大年、大年初一、正月十五元宵节、正月廿五填仓节等。锡伯族传统上有“二磕头”的习俗，在除夕夜，男性要到存有本哈拉家谱的长支家中给祖先烧香磕头，初一早上再去磕一次头。:154-157
锡伯族也过清明节和中秋节。农历三月，扫墓、供奉鱼肉，称为“鱼清明”。七月十五，扫墓、供奉瓜果，称为“瓜清明”。八月十五，全家团聚，祭月、赏月。:157

#### 西迁节
西迁节是锡伯族的重要民族节日，于每年农历四月十八日举行，主要有饮食会宴、文艺表演、体育竞技等活动。四月十八日传统上是锡伯人在锡伯族家庙进行祭祀、聚会等民俗活动的日子。乾隆二十九年四月十八日，第二批西迁锡伯人在家庙与留在盛京的锡伯人聚会、作别，次日启程西行。因此，四月十八在传统的祭祖、聚会活动上又增加了纪念西迁、怀念远方同胞的内容。:102、103

#### 抹黑节
抹黑节也称“抹画泥儿”或“打画泥儿”，是锡伯族传统民族节日，在东北和新疆都曾流行。正月十六，人们用抹有锅灰的黑布，互相抹黑对方的脸或衣服。一般民间抹黑，多只在亲戚、邻里、密友间进行，带有玩笑、娱乐的性质。关于抹黑节的来源有许多传说，但都与黑穗病有关，把黑穗病看成是上天的惩罚，希望通过人的抹黑来代替庄稼受过。:157-160

### 仪礼

#### 婚礼
东北锡伯族婚宴酒席上的六道主菜，要用六个大汤碗盛汤菜，故婚礼被称为“吃六碗”。东北锡伯族的婚礼风俗与当地的满族基本一致:101、104。部分东北地区的锡伯族会要求女方在正式成婚前不得与男方同居，此时男方需要经由提亲向女方正式请求和表达联姻意愿的行为和仪式，只有女方接受提亲并到待嫁阶段后，女方才可以到男方家里居住。
新疆锡伯族保留有更加传统、繁琐、隆重的婚俗，一般分为说亲、定亲、认亲、请旨、裁衣、迎亲等阶段。其中，女方家大宴的日子，男青年组成的迎亲队伍会来到女方家，跟女方家的女青年进行歌舞比赛，现编、现唱、现跳，一直持续到深夜，气氛活跃喜庆；这一仪式被称为“打丁巴”，是锡伯族婚礼最有特色的部分。:104、106
锡伯族传统上实行一夫一妻制，婚后一般为妇随夫居的父权制家庭结构。在无子嗣的情况下，个别家庭会招婿入赘。同姓婚姻被视为禁忌，但在某些情况下也存在姨表、舅表或姑表兄妹之间的婚配现象。中華人民共和國成立后，随着《婚姻法》的施行，锡伯族社会逐步废除了纳妾、童养媳和指腹为婚等传统习俗。近年来，与汉族等其他民族之间的通婚现象日益增多。

#### 丧礼
锡伯族实行土葬，每个哈拉都有固定的墓地，有固定的排列顺序。锡伯族还有夫妻棺木同穴合葬的习俗。:109、115
在当地的传统丧葬习俗中，老人去世后需行洗礼仪式，报丧时行跪拜礼。出殡一般选择单日，避开申日及午后时段。吊唁时间多为三日，也有持续五至七日的情况。墓地上通常插立两面幡旗，一为纸幡，另一为红布或红绸制成。丧期期间避免走亲访友。祭奠时间通常为“四十九日”，远亲在此期间解除孝服，直系亲属则延至百日。萨满、巫师及非正常死亡者实行火葬；未婚男女所用棺材不设底部，改用芦苇代替。婴幼儿去世后则遗体弃于野外，由飞禽走兽啄食。
新疆锡伯族曾有过瓦罐葬的习俗，即火化后将骨灰装入瓦罐中再埋葬。据说是奉命西迁时，乾隆帝曾说过60年后再换防回来，因此最初的移民选择了方便将骨灰携带回乡的瓦罐葬，后来回乡无望，就又改回了土葬。:110
锡伯族传统守孝制度十分严格。子女要守孝百日，不参加娱乐活动，不剃发剃须，不着鲜艳服装，不戴首饰。妻子要守丧三年，期间不能改嫁。:116

### 传统服饰
传统锡伯族服饰，男子多用青、蓝、棕、黑等颜色，多穿长袍、马褂，戴圆顶帽，穿长筒靴。女子也穿长袍，扎裤脚，穿白袜、绣花鞋，喜爱佩戴耳环、戒指、手镯等装饰品。长袍是锡伯族最有特点的服装；与满族长袍的区别在于，锡伯族长袍只在两侧镶边，下摆不镶边。:98、99

### 音乐舞蹈
锡伯族能歌善舞，闲暇时间或节庆时日，歌舞不断。

#### 贝伦舞
锡伯族传统民间舞蹈内容丰富，可以分出十余个大类，风格迥异，各具特色，统称为“贝伦”；与之相对的是“玛克辛”，指宗教舞蹈或外民族舞蹈。贝伦舞在锡伯族民间非常流行，几乎人人会跳；其带有即兴表演性质，只要一人带头奏乐，人们便纷纷加入。贝伦舞的主要伴奏乐器为弹拨乐器东布尔。锡伯人把贝伦舞和东布尔看成一个整体，有东布尔的地方就有贝伦舞，而贝伦舞只有在东布尔的伴奏下才更纯正、自然、优美。:137

#### 民族乐器
东布尔（又作“朵恩布尔”）属弹拨乐器，是锡伯族最具特色的民族乐器，琴箱呈长方形，琴杆细长，仅有两根弦。东布尔与哈萨克族乐器冬不拉名字、形制均类似，但没有品位，较为原始。锡伯族人的东布尔演奏技巧并没有教学师承体系，只能依靠对音乐和表演的观察、记忆、模仿来学习，所以每个人的演奏都带有自己的特点和风格。东布尔在东北锡伯族中已经失传，在新疆锡伯族中如今也很少有人会弹奏。
锡伯族的传统民族乐器还有拉弦乐器额鄂春，吹奏乐器墨克纳和吾尔呼斐查库。额鄂春久已失传，现只有根据文献记载新制的。墨克纳，又称“口弦”，是一种非常小巧的金属乐器，已经基本失传。吾尔呼斐查库，又称“苇笛”，由芦苇制成，双管双簧，各有六个音孔，也已失传。

#### 朱伦呼兰比
朱伦呼兰比（julen hvlambi）是锡伯族的特色曲艺。“朱伦”指长篇小说，“呼兰比”指“念说”。表演艺人被称为“朱伦额爷”或“朱伦玛玛”，他们手持书本，用带有一定音调的锡伯语诵读长篇小说。念说的内容主要是汉文古典章回小说——如《三国演义》、《水浒传》、《西游记》、《红楼梦》、《杨家将》、《东周列国志》、《隋唐演义》等——的翻译本。念说所用的文本多是满文或锡伯文的手抄本，也被称为“朱伦”，因抄写费时费力，一本朱伦可以换取一匹马或一头牛。朱伦呼兰比对保留和传承锡伯族语言文字及吸收汉文化起到了重要作用。:127、128

### 体育游戏

#### 骑射
清朝时，新疆锡伯族男性满18岁后，每年均要参加官方的骑射考核，达标者称为“披甲”，成为兵士，不合格者划为“闲散”，受人耻笑。因此锡伯族重视骑马、射箭，女性也不例外。:146
察布查尔县被誉为“箭乡”，曾出过大量优秀射箭运动员。中华人民共和国第一届运动会上，察布查尔普通农民金钟曾获射箭全能第三。第四届全运会，察县业余射箭队的郭梅珍、汝光夫妇夺得10枚射箭金牌中的7枚。巴永善、汝光、永富军、薛海峰先后代表中国队参加过奥运会。薛海峰于2008年奥运会上获得2008年夏季奥林匹克运动会男子团体射箭赛铜牌，创中国男团最好成绩；郭梅珍时任男队教练。:146
新疆电视台曾拍摄过反映锡伯族射箭文化的电影《箭乡少女》，以郭梅珍作为主人公原型。
2012年，中国弓箭文化博物馆在察布查尔锡伯族自治县县开馆。

#### 摔跤
锡伯族的摔跤运动由来已久，与赛马、射箭并称为“男儿三艺”。:147
锡伯族运动员顾锦林，从1978年至1983年曾先后7次获得全国古典式摔跤68公斤级冠军。
中国第一部反映锡伯族民族生活的故事片《现代角斗士》的主人公锡林就是一位锡伯族摔跤运动员。该片由锡伯族导演白德彰执导，长春电影制片厂于1986年出品。:148

#### 嘎拉哈
东北锡伯族十分喜爱玩嘎拉哈，称为“歘”嘎拉哈。春节期间从正月一直玩到二月二，故有俗语说：“歘正月，闹二月。”锡伯族村民甚至会在正月坐拖拉机到其他锡伯族村子，进行村际比赛。:150
歘嘎拉哈已被政府作为民族传统体育项目加以提倡。沈阳市已举办了多届“神州一歘”锡伯族嘎拉哈节。

### 信仰崇拜
锡伯族的信仰情况复杂多样，多种信仰共存，没有形成专一的宗教信仰。其中占据主导地位的是祖先崇拜，家中多供奉家谱，并衍生出了相关信俗。

#### 喜利妈妈和海尔堪玛法
喜利妈妈，又称“子孙妈妈”，是保佑子孙繁衍生息的女性神灵，在东北和新疆锡伯人中都家喻户晓。民间传说，喜利姑娘曾上天向玉帝借来宝物，拯救了锡伯人祖先部落中仅存的九对童男童女，因而被玉帝封为喜利妈妈。锡伯人对喜利妈妈的信仰十分虔诚，认为其很灵验，能护佑后代兴旺。
喜利妈妈信仰的供奉对象一般是一条长约十米的绳子，也称为喜利妈妈。其带有结绳记事和家谱的性质，挂有小弓箭、小布条、小摇篮、嘎拉哈、铜钱等，各有喻义，如小弓箭代表生了男孩，小布条代表生了女孩，小摇篮代表娶了媳妇，嘎拉哈用来隔开两辈人，等等。
平时装在牛皮纸袋内，挂在西屋的西北角，大年三十取出，从西北角拉到东南角，全家人烧香、磕头、供奉祭品，到二月初二再收回袋子里。
喜利妈妈的请立程序有诸多规则。只有有孙子的家庭才可以请喜利妈妈，还需要邀请村中人口兴旺、子孙齐全的家中的老人来制作，绳子上的物品也要到人口多、辈数全的人家中索要。此外还要准备一头去势的黑色公猪，从正月开始喂养，到腊月十六，宰杀、烹食，邀请村中众人品尝，然后迎请喜利妈妈。
喜利妈妈是锡伯族独有的信俗。改革开放初期，东北许多在文化大革命期间瞒报了民族成分的人要求恢复民族成分，行政部门在核对、确认时，就以家中是否供奉喜利妈妈和家谱作为区分锡伯族、满族和汉族的一项重要标准。:165-173
海尔堪玛法则是保佑家畜兴旺的男性祖先神，供在西屋的室外西南角上。海尔堪玛法崇拜在东北已很罕见，但在新疆仍保留。:172

#### 萨满教
萨满教是锡伯族最原始的信仰之一。锡伯族的萨满通过唱神歌和跳神来与神灵沟通，具体又可分为萨满、斗琪、尔琪、香头等多种巫师。萨满教在锡伯族中已经几乎消失，但其长期潜移默化带来的影响非常深远。:175、189

#### 藏传佛教
明末清初，锡伯族曾被蒙古科尔沁统治，因而受到蒙古族的影响，部分人开始信奉藏传佛教。且藏传佛教的地位高于萨满教，萨满承认自己的本领不如喇嘛，故萨满家的婚丧事务都要请喇嘛主持念经，而喇嘛死后不请萨满跳神。
锡伯族建立的重要藏传佛教寺庙有沈阳的太平寺（即锡伯族家庙）和察布查尔县的靖远寺。此外，沈阳的北塔法轮寺于乾隆四十三年（1778年）从蒙古喇嘛寺改为满洲喇嘛寺，并挑选通晓满语的锡伯人来担任满洲喇嘛，故有“北塔法轮寺的喇嘛都是锡伯人”的说法。:190、191

#### 汉文化民间信仰
锡伯族还受到了汉文化民间信仰的影响，信奉关帝和娘娘。锡伯族到达伊犁后分出的八个牛录，每个牛录都建有关帝庙、娘娘庙和痘神庙。此外，锡伯族还供奉龙王、土地神等。:173

### 历史文化遗产保护
锡伯族的西迁节、贝伦舞、弓箭制作技艺、民间故事、刺绣、喜利妈妈信俗、传统婚俗、民歌、锡伯文书法等先后入选了国家级非物质文化遗产。
锡伯族家庙、靖远寺、伊犁清代卡伦遗址（卡伦即军事哨所）、纳达齐牛录关帝庙先后成为全国重点文物保护单位。

## 延伸阅读
- 贺灵 主编. . 乌鲁木齐: 新疆人民出版社. 1995. ISBN 7-228-03615-8.
- 仲高、迪木拉提·奥迈尔、贺灵、佟克力. . 北京: 民族出版社. 2008. ISBN 9787105095087.
- 奇车山. . 北京: 民族出版社. 2011. ISBN 9787105113989.